# 범퍼킹 재퍼
《범퍼킹 재퍼》(영어: Bumper King Zapper)는 에펙스디지털, SBS, 대원미디어, 손오공, 넥슨, KOG이 공동으로 제작한 TV 애니메이션 시리즈이다. 2004년 4월 6일부터 2004년 10월 19일까지 SBS에서 총 26화로 방영되었다.

## 이야기
서기 2034년, 작은 나라 코레의 고물집하장 고물선에 사는 소년 타이온은 범퍼카 경기인 범프크로스를 열광적으로 좋아한다. 아직 범퍼카가 없어서 고물선의 고물을 범퍼카 대신으로 놀이를 하고, 고물선의 포크레인을 리모트 콘트롤 대신 범프크로스 놀이를 하던 어느 날 범프크로스 계의 천재라고 하는 같은 또래의 소년 제비오를 만나게 된다.

## 등장인물
타이온
성우 - 박영남, 故 김일(에필로그)
범퍼카 - 재퍼 (배틀모드 카드: 카오스)
주인공, 12세. 풍차마을 고물선 거주. 고물선장의 아들. 계산이란 없다. 잔머리도 없다. 단순하고 순수하다. 남의 말을 곧이곧대로 너무 잘 믿는다. 그래서 때론 속고, 바보라고 놀림도 받지만, 그런 순수한 마음이 의지로 발전하면 누구도 못 말리는 고집불통, 불굴의 의지를 발한다. 단순하기 때문에 반응이 빠르다. 보통 인간들보다 0.5초 빠른 반응을 보인다. 걸음도 빨리 걷고, 밥도 빨리 먹고, 누가 불러도 대답하면서 이미 뛰어가고 있다. 마치 공기를 꽉 채운 공처럼 언제든지 튕겨 나갈 수 있는 에너지 만땅! 절대 포기하지 않는 불굴의 의지와 무엇이든 쉽게 받아들이고 빠르게 배우는 흡수력이 강점으로, 이를 통해 단기간에 실력을 쌓았다. 제비오도 타이온의 빠른 흡수력에 놀라는 묘사가 자주 등장할 정도. 파괴적인 범핑으로 초반부터 상대를 쉴 틈 없이 몰아붙이는 전략을 자주 사용하는데 이것이 상당히 효과적인 것으로 묘사된다. 범퍼킹의 자리에 근접했던 고수인 흑곰도 타이온과의 대결에서 초반에 이 전략을 겪으며 "대단한 범핑을 가졌다"고 평했다. 아무리 단순한 놈이라도 열이 받을 때가 있다. 마치 착실한 전업주부처럼 열이 받으면 대청소를 실시한다. 지독히도 게으른 아버지 탓에 생긴 습관이다.
제비오
성우 - 최수민, 박조호(에필로그)
범퍼카 - 비파 (배틀모드 카드: 스톰 자이언트)
12세, 풍차마을 최강인 범퍼크로스 계의 천재 파일럿. 오만해 보일 정도로 침착, 냉철한 성격. 항상 찬바람이 쌩쌩 부는 말투는 별 말 없이도 충분히 상대를 압도하는 저력을 보인다. 어렸을 때부터 범퍼크로스 파일럿으로 인정받은 고고한 정통파 엘리트로 서릿발 같은 거만함 뒤에는 타이온 버금가게 지기 싫어하는 승부욕과 높은 자존심, 공정한 스포츠맨십이 버티고 있다. 절제된 표정과 절제된 말. 오직 턱 끝으로 깔보는 듯한 눈빛 하나로 분위기를 잡는다. 누가 말을 걸어도 뒤돌아보지 않은 채 뒤통수로 말하거나, 누굴 볼 때도 무시하는 듯한 곁눈질로 힐긋 쳐다보기 때문에 진짜 극악무도하게 잘난 놈으로 느껴진다. 결코 서두르는 법이 없지만 언제라도 반응할 듯 가볍고, 물 흐르듯 조용하게 움직인다. 경기에서는 빠른 스피드가 최고의 장점으로 결정적인 단 한 방을 노리는 경제적인 범핑 스타일로 유명하다. 타이온 세대에선 그 경쟁자를 찾기 힘들 정도로 특출난 천재 파일럿. 어린 나이에 이미 웬만한 프로선수에 비견될만한 뛰어난 실력을 갖추고 있어 유명세를 누렸다. 작중 제비오를 압도적으로 패배시킨 파일럿은 선배인 베레가 유일할 만큼 그 실력은 뛰어나다. 심지어 그 베레는 차기 범퍼킹 후보로 점쳐지는 스타 파일럿. 그렇기에 제비오는 작중 최고의 유망주로 통한다. 절대 흥분하지 않고 처음부터 차근차근 완벽한 전략을 세워 승리하는 스타일. 쓸데없이 힘을 낭비하지 않고 적의 약점만을 노려 확실하게 공격하며, 그만큼 분석능력이 뛰어나다. 경기에 대한 분석능력과 상대를 파악하는 관찰력에 있어서 제비오를 따라올 사람이 거의 없을 정도. 그렇기에 경기를 진행할때 기복이 없는 편이다.
사비나
성우 - 문선희
범퍼카 - 미스티 (배틀모드 카드: 피닉스)
14세, 휘청바위 산에서 자란 소녀 파일럿. 산에서 자라 웬만한 남자애들을 따라잡지도 못할 만큼 씩씩하고 용맹하다. 힘세고 터프하며 호전적으로 보이지만 의외로 약하고 섬세한 여성스러운 면에 숨겨져 있는 소녀. 특히 좋아하는 제비오의 얘기가 나오면 김이 날 정도로 얼굴을 붉게 물들이며 부끄러워 한다. 현존하는 최고의 범퍼크로스 전문가라는 모꼬의 딸로 산 속에서 오랫동안 훈련 받은 덕에 잽싸고 날렵하다. 눈이 굉장히 나빠서 뺑뺑이 안경을 쓰고 다니는데, 안경을 벗으면 터프한 이미지와는 180도로 다른 아름다운 소녀의 얼굴이 나타난다. 안경을 쓰고 있을 때는 거칠 것 없는 소년의 분위기로, 안 쓰고 있을 때의 신비할 정도로 아름다운 분위기의 소녀. 타이온과 제비오, 베레 등 넘사벽 인재들에 가려져서 그렇지 사바나 역시 최강급의 강자이다. 특히 빠른 반응속도의 범핑과 특출난 스피드에 있어서는 독보적인 수준. 모꼬가 자바칸과 대적하기 위해 특별훈련으로 키워낸 딸이니 만큼 기본기가 출중하다(모꼬가 "사바나는 우유병 대신 조종간을 잡은 아이다"라는 발언을 할 정도). 그 실력은 휘청바위 시험(흔들거리는 바위를 거쳐 목적지에 도달하는 시험이다.)을 겨우 통과한 타이온을 비웃듯 시험을 단번에 통과하거나 모래 위에서도 능숙하게 조종을 할 정도. 또한 사바나 본인 자체가 워낙 반사신경이 빠른 편이라 그것이 조종실력에도 영향을 미쳐 상당히 역동적인 플레이를 보여준다. 미스티의 넘사벽급 스피드와 순발력은 그녀의 뛰어난 반응 속도에서 오는 것도 크다. 일단 부딪혀보고 답을 찾아가는 타이온이나 처음부터 철저하게 전략을 세우는 제비오와는 달리 탄탄한 기본기를 바탕으로 승부를 보는 정통파 스타일을 고수한다.
부투
성우 - 김영진
범퍼카 - 꺼비 (배틀모드 카드: 플러그 자이언트) (완구 미출시)
13세, 풍차 마을이 낳은 최고로 비열한 악당. 비열하고, 심술맞고, 야비하며, 악랄하다. 약자 앞에서는 머리 꼭대기에서 난폭하게 지배하려고 하고, 강자 앞에서는 웃지만 뒤돌아서는 거꾸러뜨릴 음모를 획책하는, 떡잎부터 누런 마을의 악동 대장. 자신의 비열함과 심술에 대해 아주 자랑스럽다. 남을 굴복시키는 폭력뿐인 강력한 힘이 선악 판단의 척도라고 생각하고 있다. 남이 자기 말에 꼼짝 못하는 걸 보는 걸 굉장히 좋아하고 반대로 그렇게 되지 않는 놈은 반드시 자기 발 밑에 꿇어 엎드리게 해야 속이 시원하다. 깜찍한 모나를 좋아해 어떻게 좀 잘 해보려고 하지만 일편단심 타이온만을 좋아하는 모나 때문에 타이온에 대한 적의가 나날이 극에 달하고 있다. 고래를 괴롭히며 부하로 삼았으며 후에 고래가 타이온의 친구가 되자 배신자에게 용서란 없다는 13살의 대사라고는 믿을 수 없는 대사를 치며 강경하게 고래를 몰아붙였다. 또한 타이온에게 졌다는 이유 하나로 클랜 입단 테스트 때 타이온에게 무조건적인 공격을 퍼부었으며 후에 베레와 붙여 망신을 주려 한다거나 캡틴 오버의 방에서 대전 허가서를 훔쳐 후에 타이온에게 죄를 덮어 씌우려 했다. 또 반칙 수인 젤폭탄을 사용하거나 사바나와의 결승 경기에서 야치를 시켜 몰래 미스티를 저격했고 결정적으로 제비오와의 경기에서 자마칸의 명령이라고는 하나 제비오의 얼굴 바로 앞에서 꺼비를 자폭시켜 중상을 입히는 등 (이때 연출만 보면 제비오는 죽지 않았던 것이 오히려 이상한 정도다. 그래도 꺼비를 제법 아꼈는지 자폭시키기 전에 속으로 사과를 했다. 물론 피해자인 제비오는 안중에도 없었지만.) 죄질이 심히 나쁘다. 정리하자면 상시적인 학교폭력, 불법칩입 및 절도, 범죄행위에 대한 책임 전가, 불법 도구를 사용한 경기 중 반칙, 살인미수 등. 그 우월한 얼굴과 체형이 그 비열함을 더 돋보이게 하기도 한다.
고래
성우 - 구자형
범퍼카 - 티탄 (완구 미출시)
13세, 풍차마을 거주, 부투의 똘마니에서 타이온의 친구로 거듭난다. 수줍음 100% 자신감 제로, 의기소침의 대명사. 수줍음이 많아 친구를 제대로 사귀지 못하고, 점점 자신감을 잃고 친구들에게 이리저리 휘둘리는 성격이다. 하지만 천성이 부투나 여치처럼 악독하지 않고 선하여, 잘못된 것에 대해서는 끙끙 앓다가 결국 다 불어버리는 착한 순댕이. 본성이 악한 것은 아니어서 부투를 손절하고 타이온의 친구가 된다. 정비사로서 재능이 특출나서 후에는 완전히 정비사로 전향해서 타이온 일행의 힘이 된다. 라큐라의 흡혈 능력이 파훼하기 위해 밤새 재퍼를 특수 코팅한 것도 고래이며, 라큐라가 파훼하기 전까지는 이 코팅이 꽤나 잘 먹혔을 정도. 덩치에 맞지 않게 여성스럽게 행동한다. 수줍어서 볼이 빨개지는 것은 물론이고, 웃을 때도 입을 가리고 웃고, 걸음도 엉덩이를 아주 미세하게 흔들며 걷는다. 여자들과 아주 친하다.
여치
성우 - 김환진
범퍼카 - 자다라 (완구 미출시)
13세, 풍차마을 거주, 부투의 수하. 간사하다. 줏대 없이 짱인 부투의 말에 따라 항상 이랬다 저랬다를 반복한다. 절대 앞서 말하고 행동하는 법이 없고, 누군가의 말을 따라하며 박쥐처럼 여기저기 잘난쪽에 붙는 얄미운 성격. 힘있는 부투 앞에서는 쓸개도 빼어 줄 것처럼 입안의 혀처럼 굴고, 약한 친구 앞에서는 비웃고, 놀리는 게 특기. 평소에는 건들건들, 기회만 있으면 과장과 오버. 부투의 뒤에서 늘 건들건들하게 따라다니면서 오버를 한다. 부투가 웃으면 더 크게 웃고, 화내면 더 크게 화내면서 오버를 일삼아 부투에게 빈축을 산다. 강한 부투가 시키는 일은 뭐든지 하는 것 빼고는 도대체 주체성이란 없는 녀석이다.
모나
성우 - 김아영
12세, 범퍼카 튜닝샵의 주인. 발랄하고 깜찍하며 영리한 소녀. 눈부신 경제 감각을 타고 났으며 어디에서라도 무엇이든 팔 수 있는 장사꾼. 좋아하는 타이온을 따라 스카이 콜로세움까지 가서도 장사를 해내는 확실한 프로 정신의 소유자로 고객에 대해서는 철저하게 친절하고 상냥하지만 단, 외상은 칼같이 받지 않는다. 호기심도 강해 범퍼크로스의 정보통으로 불리기도 한다. 자신의 깜찍함을 이용해 강매는 물론, 돈이 될 정보까지 캐내는 엄청난 수완가. 특히 타이온을 생각하는 마음이 아주 따뜻하다. 귀엽고 애교있는 행동으로 눈을 깜박이며 상대의 마음을 어지럽힌 후, 자기가 하고 싶은 대로 상대를 조종하곤 하는 영악한 소녀. 하지만 지극히 현실적이면서도 소녀다운 공상과 착각에 포옥 빠져드는 사랑스러운 면도 있다. 싫어하는 부투 일당에게는 여왕처럼 군림하면서도 좋아하는 타이온 앞에서는 때론 엄마같이, 때론 여동생같이 굴며 자신의 마음을 표시하려고 하지만 쉽지 않다. 항상 윙보드를 타고 여기 저기 바지런히 움직이며 안 끼는 곳이 없다.
바찌몽
성우 - 김승준
뚱뚱한 박쥐. 왕자병이라고 해도 좋을 정도로 고고한 자긍심이 높디 높은 성격. 특히, 범퍼크로스에 대해 놀랄 정도로 순수하게 열정적이다. 최강 범퍼킹으로서의 자신감 뿐만 아니라 우아한 귀족으로서의 품위도 빳빳하지만 박쥐가 된 후에는 현실과의 갭으로 인해 고통스런 나날을 보내고 있다. 자존심 높고 우아한 걸 즐기지만 또 굉장히 혈기 넘치는 뜨거운 성격이라 끊임없이 타이온과 툭탁거린다. 우아함과 자긍심에 금이 쩌억쩌억 가게 하는 뚱뚱한 박쥐의 몸으로 버둥버둥. 날개가 있지만 비만 체형으로 인해 제대로 날아보지는 못한다. 이래저래 고충이 많지만 그래도 타이온의 개인 코치로서 심각하고 중요한 순간에는 원래의 모습과 오버랩이 된다. 타이온 외에는 그의 목소리를 듣지 못하고 그저 찍찍거리는 박쥐로만 본다. 범퍼크로스를 더럽힌 자마칸을 응징하겠다는 일념 하나로 10년 동안 인간의 몸을 기다린 독하고 질긴 의지를 가지고 있기도 하다.
바조
성우 - 김승준
바찌몽의 정체, 재퍼의 원래 주인이다. 범퍼크로스의 초대 범퍼킹의 자리에 오른 최강의 범퍼 파일럿이었지만 악당 자마칸의 비열한 술수에 걸려 억울하게 범퍼킹 자리를 뺏긴 후 죽은 유령 (묘사로 보아 이 대회 당시에 사망한 듯하다). 자마칸에게 진짜 범퍼크로스로 응징하겠다는 일념으로 10년 동안 인간의 몸을 기다려오다 타이온을 만났다. 그러나 타이온의 몸을 뺏는 데 실패하고 뚱뚱한 박쥐 몸으로 들어가 버린다. 타이온의 재능을 키우고 다듬어 타이온으로 하여금 자마칸을 응징하도록 한다. 파일럿으로서의 실력은 세계관 최강자. 사망한 후에도 정정당당한 승부를 추구하는 범퍼크로스 파일럿들의 우상으로 통하고 있다. 하루가 멀다하고 "왕초보"라며 타이온을 갈구지만 가끔은 타이온에게 마음고생 얘기도 털어놓는 사이로 발전한다. 훗날 타이온이 자마칸을 쓰러뜨리고 킹 카드를 받았을 때는 뭔가 시원섭섭한 표정을 짓기도 한다. 그리고 타이온은 "나한텐 네 킹 카드가 있으니 내 킹 카드를 가져가!"라며 내준 타이온의 킹 카드를 받고 타이온에게 작별인사를 남긴 뒤 성불하게 된다. 젊은 나이에 요절해서 그렇지 살아 있었다면 못해도 중년의 모습이었을거라 추측된다. 그 이유는 바조 생전엔 청년의 모습이었던 친구 모꼬가 지금은 노인의 모습이기 때문. 작중 모꼬가 노안이라는 설정이 있다는걸 감안해도 상당히 나이가 많음을 알 수 있다.
모꼬
성우 - 박조호
35세. 살아있는 최고의 엔지니어이자 바조의 친구, 사바나의 아빠. 타고난 범퍼카 엔지니어로 10년전(서기 2024년) 바조의 오른팔이 되어 재퍼를 돌보고 고치고 바조를 초대 범퍼킹에 오르게 한 일등공신. 바조와의 진한 우정과 재퍼에 대한 애정으로 그는 재퍼를 최강의 범퍼카로 만들 생체 시스템 바이오 엑스칩을 개발해 내지만, 그 일로 바조와 싸우고(바이오 엑스칩은 범퍼카에 상대의 공격패턴을 기억, 학습하여 대처하는 인공지능 시스템이자, 점퍼카의 구조를 인체와 유사하게 하여 충격도 완화하고 움직임도 유연하게 만들 수 있는 시스템이었다. 모꼬는 상대를 확실하게 이길 수 있는 성능을 추구해 개발을 서두르는데, 그 결과가 상대의 범퍼카를 파괴해버리는 괴물병기가 되어버렸다. 이에 바조는 "재퍼는 범퍼카지 파괴병기가 아니고, 인공지능에 범퍼카를 맡겨 얻는 승리는 의미가 없다!"며 개발 중단을 요구하고, 모꼬가 이에 반발한 것이다.), 자마칸에게로 가 바이오 엑스칩 개발을 완성하는데(바조와 결별한 후 혼자서 개발을 진행했지만 자마칸에게 납치당해 아내와 자식을 인질로 협박을 당하고, 결국 칩을 완성해 아수라에게 탑재하였다.)... 자마칸의 악랄함을 알게 되고 스스로 자신이 개발한 칩과 설계도 등을 불태우고 자마칸과도 이별한다. 자마칸은 여기에 자기가 독자적으로 개발한 생체 파츠를 적용해 아수라를 살인병기로 만들어버렸고, 이 때문에 바조가 죽게 되었다. 이후 바이오 엑스칩이 평생의 후회로 남게 되었고, 범퍼가 파괴된 재퍼를 특수합금제의 신형으로 멋지게 업그레이드 해 준다.
볼트
캡틴 오버의 친구이자, 풍차마을 범퍼카 수리점 주인 부투일당과의 결투에서 산산히 부서진 재퍼의 범퍼를 고쳐보려하지만. 그의 능력으로는 고칠 수 없었다. 캡틴 오버와 함께. 타이온 일행에게 휘청바위산의 모꼬의 존재를 알려준다.

### 파이어 클랜
자마칸
성우 - 이규화
범퍼카 - 아수라 (배틀모드 카드: 데몬) (완구 미출시)
최종 보스, 30대 후반. 파이어 클랜 거주. 현 범퍼크로스계의 최강자. 권력과 힘, 부를 쫓아 비열한 술수를 끝간데 없이 자행할 수 있을 만큼 잔혹하고 또 냉정하다. 자신에게 도전하는 자를 무참히 나락으로 떨어뜨리면서 그것을 보며 희열을 느끼는 이상성격. 아수라를 상대 선수의 조종석을 공격할 수 있도록 개조하여, 선수에게 치명적인 부상을 입혀 기권패를 시키고는 사고로 위장해 빠져나가는 식으로 승리해 왔다. 과거 바조를 경기 도중에 살해하고 범퍼킹 자리를 빼앗았으며, 다음 대회에서 결승에서 만난 흑곰에게 똑같은 짓을 했으나 그나마 흑곰은 살아남았다. 윈드 클랜 최강자인 베레와의 친선 경기에서 똑같은 짓을 해서 중상을 입혀 대회 출전을 좌절시켰다. 그의 눈빛에서 비열함과 잔혹함이 모두 솟아난다. 그의 뜻을 거절하는 자에겐 숨도 쉬지 않고 단칼에 내치는 민첩하고 빠른 모습은 소름이 돋게 만든다. 최종화에선 타이온이 모꼬의 도움으로 아수라의 직접 공격을 피하는 바람에, 갈 길을 잃은 공격이 자기 조종석으로 돌아오는 바람에 조종석이 폭파되는 인과응보를 당한다. 생사 여부는 나오지 않았지만 이후 등장이 없는 것으로 봐서 사망한 듯. 죽음이 다가오는 순간에도 폭소를 터뜨리는 광기를 보이며 퇴장한다. 그가 죽고도 그의 범퍼카인 아수라는 스스로 작동하며 타이온과 싸우다가 파괴되었다.
뱀파이
성우 - 김영선
범퍼카 - 라큐라 (완구 미출시)
원래 아이스 클랜의 유능한 파일럿, 흑곰의 총애를 받으며 범퍼킹의 꿈을 꿔 왔지만, 흑곰의 정직한 플레이는 도저히 지금의 자마칸을 뛰어넘을 수 없다는 판단 하에, 흑곰을 배신하고 자마칸의 밑으로 들어간다. 자신의 영달을 위해서는 우정 같은 건 아무런 상관이 없는... 아니 우정이란 단어 조차를 모르는 듯 냉정한 벰파이. 자마칸의 파이어 클랜에 와선 범퍼킹이 되기위해 하나하나 준비를 해 간다. 라큐라의 성능도 드러나지 않는 반칙 시스템을 장착하고, 부투의 반칙을 위해 기꺼이 자마칸의 하수인으로 모든 일을 처리한다. 하지만 그가 무슨 생각을 하고 있는지는 아무도 알 수가 없다. 그의 범퍼카인 라큐라가 사기급 성능이라 묻혀서 그렇지 아이스클랜에 2인자였던데다 에너지 흡수없이도 강자라는 평도 있었고 타이온의 파인세라믹(라큐라의 피흡은 막아내려고 고래가 정성들여 재퍼의 범퍼에 코팅한 방어막이다. 그런데 피흡을 막아도 정면 승부에서 재퍼가 딱히 우세하진 않았다. 그제야 좀 동등하게 싸울 수 있다 정도.) 꼼수도 몇 번의 범핑만에 약점을 간파하고 약점을 공략하는데 성공하는걸로 보아 실력은 최상급이라 봐도 무방하다. 실제로 카오스가 나오기 전까진(에너지 흡수가 있긴했다) 범핑으로 우세를 점하는 등 라큐라의 파워 하나는 세계관 최강수준이다. 거기다 라큐라의 설명때에도 무게가 어지간한 범퍼카의 10배이상이라는 언급도 있었다. 속내는 알 수 없었지만 범퍼킹에 오를 자격이 충분한 인물이다. 허나 재퍼와의 승부에서는 운이 없었는데 재퍼의 카오스를 막기는 했으나 카오스 무한 에너지를 전부 흡수하지 못하고 라큐라가 과부하에 걸려 고장이 나버렸다. 뱀파이도 경고창이 뜨자 바로 이탈하려고 했지만 이미 조종은 불가능했고, 상황 파악한 타이온이 바로 가속하면서 고장난 라큐라는 그대로 과열되어 시뻘겋게 변해버렸다. 코팅이 벗겨진 이상 타이온은 악착 같이 정면을 피해서 소극적으로 대응하거나 에너지 흡수를 노려서 카오스를 쓰는 방법 말고는 없기 때문에 뱀파이는 반대로 악착 같이 정면으로 들이밀거나 카오스가 끝날 때까지 에너지 흡수로 버티거나 둘 중 하나다. 당연히 뱀파이도 이 정도는 예상하고 정면으로 들이박았건만, 라큐라가 카오스 에너지를 버티지 못해 과부화로 고장난 것은 어찌보면 타이온과 재퍼에게 운이 따랐다고 볼 수 있다.

### 윈드 클랜
캡틴 오버
성우 - 이철용
윈드 클랜의 짱, 클랜 마스터로 불리는 사나이. 누가 뭐라 해도, 지나친 오버 생활이 몸에 베어있는 못말리는 오버대장. 워낙 마음이 여려, 작은 일에도 감동, 감탄을 하는지라 오버가 생활 일 수밖에 없다. 하지만 작은 일 하나도 놓치지 않는 성격은 범퍼 크로스 세계에서는 칼날 같은 예리함과 정확한 판단을 내릴 줄 아는 냉철함으로 자리잡아, 천재 파일럿을 발굴하고 길러내는데 탁월한 능력으로 승화되어, 그 나이에 윈드 클랜 마스터의 자리까지 올라올 수 있었다.
기가
성우 - 이미자
범퍼카 - 바이러스 (배틀모드 카드: 어쌔신 버그) (완구 미출시)
윈드 클랜의 2인자. 데이터 맹신형 파일럿. 상대에 대한 철저한 데이터 분석과 전략으로 윈드 클랜의 명실상부한 2인자인 그에게 천재 파일럿으로 스카우트된 제비오와의 경기에서 패하자, 기가는 칼을 갈며, 제비오를 자신의 라이벌로 삼는데..... 사사건건 타이온을 무시하고, 타이온이 위기에 빠질 때마다 거들어 주는 고약을 떨지만, 윈드 클랜 최고 3인자를 가리는 경기에서 타이온의 데이터에는 나오지 않는 처절한 승부근성에 그만 패하고 만다. 상황을 보면서 전략을 짜는 제비오와 달리 처음부터 계획을 완벽하게 구상하는 타입으로 임기응변에 약하다.
퀴즈
성우 - 강수진
범퍼카 - 비틀 (배틀모드 카드: 호넷 자이언트) (완구 미출시)
언더그라운드에 최강자로 윈드클랜에 입단한 스트리트 파이터형 파일럿. 범퍼 크로스 계의 언더그라운드 최강자. 성격상 정식경기는 맞지 않지만, 언더그라운드에선 더 이상 자신을 이겨주는 이가 없기에 드디어 빛에 세계로 나오는데, 그곳이 바로 윈드클랜이다. 하지만 버릇이 남아, 윈드 클랜 입단 테스트를 받기 위해 온 윈드 클랜 문 앞에서 테스트를 위해 모인 파일럿들을 상대로, 엄청난 실력을 보이며 그들의 기를 한번에 제압해 버린다. 워낙 개성이 넘치는 성격이다보니 범퍼카도 상당히 비범한데, 비행기능이 있다! 사바나와 상대했을 때, 시작부터 역주행해서 사바나를 노리거나 바로 배틀모드로 바꿔서 스테이지 도착 전에 사바나를 공격하는 씬 스틸러. 다만, 사바나도 한 실력했기 때문에 역으로 패배하고 말았다.
하마드
성우 - 박조호
범퍼카 - KO머신 (배틀모드 카드: 아이언 골렘) (완구 미출시)
레슬러 출신의 근육질 파일럿. 윈드 클랜의 새내기. 권투로 단련된 파워와 순발력으로 범퍼 크로스에서 탁월한 기량을 보이면서, 늦은 나이에 윈드 클랜에 입단한다. 입단 테스트부터 꼬맹이 타이온과 맞붙어 그의 성격에 맞는 화끈한 합격을 하지 못한게 영 찜찜해 타이온을 보는 눈이 곱지는 않지만, 그래도 열심히 윈드 클랜에서 실력을 키워 나가며, 대표 선발전에서 타이온과 다시한번 붙게 된다. 그의 성향답게 범퍼카도 터프해서 다른 범버카들이 충돌하면 범퍼카가 부숴지는 고강도 수직장애물을 쓰레기 짓밟듯이 부숴버린다.
베레
성우 - 구자형
범퍼카 - 코만도 (배틀모드 카드: 세인트 이글) (완구 미출시)
윈드 클랜최고 실력의 파일럿, 부드러움의 카리스마를 지닌 파일럿. 자마칸을 꺾을 유일한 파일럿 베레는 윈드 클랜에 입단한 타이온이란 새내기가 전설의 필살기 카오스를 마스터 하기 위해 피나는 노력을 하자 호감을 갖기 시작한다. 어린 새내기 타이온이 전설의 필살기를 마스터 하겠다고 뛰어 다니는 모습에 안타까워 포기하라고 조언도 해 주지만, 못말리게 연습에 연습을 거듭하며 카오스에 대한 집착을 보이는 타이온을 보며... 대체 무엇이 타이온을 그렇게 뜨겁게 하는지 궁금해 한다. 타이온과의 시합, 시합의 결과는 예상대로 베레의 압승이었지만, 베레만은 타이온과 재퍼의 위력을 실감하면서 타이온의 숨겨진 가능성을 알아차리는데. 차기 범퍼킹 후보로 점쳐질 만큼 압도적인 실력을 가졌다. 기본기부터 경기 분석 능력, 정신력 등 모든 부분에서 완벽한 천재. 천재로 불리는 제비오를 압도적으로 패배시켰을 만큼 넘사벽의 재능을 가졌다. 사실상 바조와 자만칸 다음 가는 최강급의 실력자로, 젊은 나이이니만큼 꾸준히 활동하면 세계관 최강자 반열에 오를만한 인재다.

### 아이스 클랜
흑곰
성우 - 박조호
범퍼카 - 크로 (배틀모드 카드: 시바 로드) (완구 미출시)
30대, 아이스 클랜의 최고참이자 클랜 마스터. 커다란 체구, 위엄있는 음성, 그리고 무표정한 얼굴. 바위산과 같은 카리스마풍기는 사내... 얼굴에 깊이 패인 상처. 파일럿 랭킹 1위. 그가 있으면, 언제 어디서나 중심이 잡힐 정도로 정의롭고, 위엄있고, 곧은 성격! 그래서 인품으로도, 실력으로도 존경을 한몸에 받는 최고의 파일럿이었던 그가 지난 범퍼 크로스 선수권 대회 결승전에서 범퍼킹 자리를 두고 자마칸을 상대로 싸우 면서, 자마칸의 비열한 반칙에 의해 결승전에서 패한다. 그리고 자마칸이 선물한 상처까지 얼굴에 간직하게 됐다. 상처는 얼굴 뿐 아니라 가슴 속에도 패여 이젠 더 이상 정의 따윈 상관않고 오로지 승리에만 집착하는 다급한 파일럿이 되어버린 흑곰. 그래서 그의 눈빛은 늘 우울하고, 그의 음성은 분노에 차 있다. 빅센과 스네키의 진심어림 속내를 듣고 개심하며 타이온 일행과도 잘 지내는 편. 필살기로 경기장을 깨부수는 포스는 압도적이며 타이온을 상당히 고생시킨다.
빅센
성우 - 이미자
범퍼카 - 크래프트 (배틀모드 카드: 마구스) (완구 미출시)
10대 중반의 소녀, 미녀, 마녀 세가지 이미지를 동시에 갖춘 소녀 파일럿. "호호호~" 짜 증나는 웃음소리가 특징이며, 예언의 구슬로 경기 결과를 점치고, 작은 마술 정도는 가능. 점성술사 출신의 파일럿이라, 옷도 특이하고, 항상 예언의 구슬을 가지고 다닌다. 이름이 암여우인 것처럼, 말과 몸이 빠르고 재다. 하지만 워낙 여우처럼 능숙하게 거짓말을 해서 진짜인 것처럼 당당하게 예언을 하 고 다녀윈드 클랜과 아이스 클랜의 긴장 요소이다.
스네키
성우 - 故 오세홍
범퍼카 - 킹 코브라 (완구 미출시)
아이스 클랜에서 대표중에서는 가장 실력이 떨어진다. 그 사실을 비굴하게 받아들이면서, 동료 빅센의 예언이나 믿고, 흑곰의 눈치나 살피는 정이 안 가는 캐릭터. 비굴한 캐릭터들은 다 그렇듯, 강한자 앞에선 한없이 구부리지만, 약한 자 앞에선 대놓고면박을 준다. 자신보다 실력이 위로 평가되는 사바나와 아이스클랜의 운명이 걸린 승부를 하는 스네 키. 실력을 다지고 전략을 짜기 보단, 친구 빅센의 예언에 더 집중하면서 날씨 덕에 어부지리로 승리를 거머쥔다.

## 제작진
- 기획: SBS
- 프로듀서: 김재영, 김영원, 곽경숙
- 총감독: 이경호
- 시나리오: 이서연
- 애니메이션 연출: 이원재
- 캐릭터 디자인: 이영운
- 애니메이팅: 한재승
- 라이팅: 이근엽
- 편집: 이수경
- 작사·곡: 오봉준
- 노래: Jr.
- 음악: 군스튜디오
- 효과: 프로웍스
- 녹음: 박지원
- 마케팅: 차영회, 여용욱
- 홍보: 신정희
- 연출: 김용진
- 제작: SBS 프로덕션, 대원 C&A, 손오공, 넥슨, KOG, 에펙스디지탈
- © SBS 프로덕션 · 대원 C&A · 손오공 · 에펙스디지탈

## 방영 목록
| 회차   | 부제                        | 본 방송일        |
| 제1화  | 전설의 범퍼카, 재퍼         | 2004년 4월 6일   |
| 제2화  | 카드를 걸어라!              | 2004년 4월 13일  |
| 제3화  | 재퍼를 지켜라!              | 2004년 4월 20일  |
| 제4화  | 가르쳐 주겠어!              | 2004년 4월 27일  |
| 제5화  | 위기의 재퍼                 | 2004년 5월 4일   |
| 제6화  | 제비오의 새로운 도전        | 2004년 5월 11일  |
| 제7화  | 휘청바위를 돌파하라!        | 2004년 5월 18일  |
| 제8화  | 파일럿과 엔지니어           | 2004년 5월 25일  |
| 제9화  | 입단 테스트를 통과하라!     | 2004년 6월 1일   |
| 제10화 | 공포의 흔들다리             | 2004년 6월 8일   |
| 제11화 | 카오스의 비밀               | 2004년 6월 15일  |
| 제12화 | 타이온의 눈물               | 2004년 6월 22일  |
| 제13화 | 전설의 필살기, 카오스       | 2004년 6월 29일  |
| 제14화 | 카오스는 없다?!             | 2004년 7월 6일   |
| 제15화 | 게임의 법칙                 | 2004년 7월 13일  |
| 제16화 | 최고인 3인방                | 2004년 7월 20일  |
| 제17화 | 피할 수 없는 대결           | 2004년 7월 27일  |
| 제18화 | 흑곰의 발톱                 | 2004년 8월 3일   |
| 제19화 | 불길한 예언                 | 2004년 8월 10일  |
| 제20화 | 진실을 찾아라!              | 2004년 8월 31일  |
| 제21화 | 대망의 결승! 사바나 VS 부투 | 2004년 9월 7일   |
| 제22화 | 파이어 클랜의 음모          | 2004년 9월 14일  |
| 제23화 | 제비오의 희생               | 2004년 9월 21일  |
| 제24화 | 위기의 윈드 클랜            | 2004년 10월 5일  |
| 제25화 | 아수라의 약점을 찾아라!     | 2004년 10월 12일 |
| 제26화 | 최후의 결전                 | 2004년 10월 19일 |

결방
- 2004년 8월 17일 ~ 2004년 8월 24일: 2004년 아테네 올림픽
- 2004년 9월 28일: 추석특집 <동물 VS 인간>

## 같이 보기
- 스피드왕 번개
- 트랙 시티